# Сабугал
Сабугал (порт. Sabugal; [sɐbu'gaɫ ]) — город в Португалии, центр одноимённого муниципалитета в составе округа Гуарда. По старому административному делению входил в провинцию Бейра-Алта. Входит в экономико-статистический субрегион Бейра-Интериор-Норте, который входит в Центральный регион. Численность населения — 2.8 тыс. жителей (город), 13,8 тыс. жителей (муниципалитет) на 2006 год. Занимает площадь 826,70 км².
Покровителем города считается Дева Мария (порт. Maria; [ ]).

## Расположение
Город расположен в 26 км на юго-восток от адм. центра округа города Гуарда.
Муниципалитет граничит:
- на севере — муниципалитет Алмейда
- на востоке — Испания
- на юге — муниципалитет Пенамакор
- на юго-западе — муниципалитет Фундан
- на западе — муниципалитет Белмонти
- на северо-западе — муниципалитет Гуарда

## История
Город основан в 1296 году.

## Население
| Численность населения муниципалитета по годам | Численность населения муниципалитета по годам | Численность населения муниципалитета по годам | Численность населения муниципалитета по годам | Численность населения муниципалитета по годам | Численность населения муниципалитета по годам | Численность населения муниципалитета по годам | Численность населения муниципалитета по годам | Численность населения муниципалитета по годам |
| --------------------------------------------- | --------------------------------------------- | --------------------------------------------- | --------------------------------------------- | --------------------------------------------- | --------------------------------------------- | --------------------------------------------- | --------------------------------------------- | --------------------------------------------- |
| 1801                                          | 1849                                          | 1900                                          | 1930                                          | 1960                                          | 1981                                          | 1991                                          | 2001                                          | 2004                                          |
| 7157                                          | 11 669                                        | 33 047                                        | 33 774                                        | 38 062                                        | 18 927                                        | 16 919                                        | 14 871                                        | 14 222                                        |

## Состав муниципалитета
В муниципалитет входят следующие районы:
1. Алдейя-Велья
2. Алдейя-да-Понте
3. Алдейя-да-Рибейра
4. Алдейя-де-Санту-Антониу
5. Алдейя-ду-Бишпу
6. Алфайатеш
7. Бадамалуш
8. Барасал
9. Бендада
10. Бижмула
11. Каштелейру
12. Сердейра
13. Форкальюш
14. Фойуш
15. Лажеоза
16. Ломба
17. Малката
18. Мойта
19. Наве
20. Пена-Лобу
21. Позафолеш-ду-Бишпу
22. Кадразайш
23. Кинта-де-Сан-Бартоломеу
24. Рапола-ду-Коа
25. Реболоза
26. Ренду
27. Руйвош
28. Рувина
29. Сабугал
30. Санту-Эштеван
31. Сейшу-ду-Коа
32. Сортелья
33. Соту
34. Вале-Лонгу
35. Вале-даш-Эгуаш
36. Вале-де-Эшпинью
37. Вила-Боа
38. Вила-ду-Тору
39. Вилар-Майор
40. Агуаш-Белаш